# Protomphralidae
Protomphralidae zijn een uitgestorven familie van tweevleugeligen met twee beschreven soorten. De wetenschappelijke naam van de familie is voor het eerst geldig gepubliceerd in 1957 door Rohdendorf.

## Soorten
Het volgende geslacht en de volgende soort zijn bij de familie ingedeeld:
- Geslacht Protomphrale Rohdendorf, 1938
  - Protomphrale martynovi Rohdendorf, 1938